# TSG 1899 Hoffenheim
El TSG 1899 Hoffenheim (Turn-und Sportgemeinschaft 1899 Hoffenheim e.V. en alemán), conocido simplemente como Hoffenheim es un club de fútbol de la ciudad de Sinsheim, en el estado de Baden-Wurtemberg, Alemania. Fundado el 1 de julio de 1899, actualmente participa en la primera categoría del fútbol alemán, la 1. Bundesliga. En 2007, el club decidió adoptar el nombre de 1899 Hoffenheim en el lugar de TSG Hoffenheim.

## Historia
El primer Hoffenheim fue fundado en 1899, pero el actual data de 1945, cuando el club de gimnasia Turnverein Hoffenheim, fundado el 1 de julio de 1899 y el club de fútbol "Fußballverein Hoffenheim" (fundado en 1921) se fusionaron. En los años 1990, el club seguía siendo un humilde equipo amateur que jugaba en la séptima división de la Baden-Württemberg A-Liga. Sin embargo, paulatinamente mejoraron su rendimiento y en 1996 alcanzaron la Verbandsliga Nordbaden (5ª división).
Alrededor de 1999, el exjugador Dietmar Hopp volvió al club de su juventud, pero no como jugador, sino como propietario del equipo. Hopp era el cofundador de la firma de software SAP e invirtió parte de su fortuna en el club. Sus contribuciones dieron resultado casi de inmediato, en 2000 el Hoffenheim terminó primero en la Verbandsliga y ascendió a la cuarta división (Oberliga Baden-Württemberg). Luego, otro primer lugar aupó al club hasta la Regionalliga Süd (III división) para la temporada 2001-02, el equipo finalizó en 13 posición dando lugar en su primera temporada en la Regionalliga, pero mejoraron su rendimiento considerablemente al año siguiente, logrando un quinto puesto.
El club participó por primera vez en la DFB Pokal en la temporada 2003-04 en la que protagonizó un gran papel, avanzando a los cuartos de final eliminando a algunos clubes de la 2. Bundesliga como Eintracht Trier y al Bayer 04 Leverkusen de la 1. Bundesliga antes de ser eliminado por otro club de la 2. Bundesliga, el VfB Lübeck.
En el 2005 hubo negociaciones para fusionar al 1899 Hoffenheim con el FC Astoria Walldorf y el SV Sandhausen para crear el FC Heidelberg 06, sin embargo, el proyecto se desechó debido a la resistencia de estos últimos y el desacuerdo sobre si la localización del estadio del nuevo club en Heidelberg o Eppelheim. Hopp se posicionó claramente a favor de establecer la sede en Heidelberg, pero no pudo vencer la resistencia de la firma local Wild Werke.
En 2006, el club intentó mejorar su plantilla y personal técnico trayendo a jugadores con varios años de experiencia en la Bundesliga, entre ellos Jochen Seitz y Tomislav Mari y fichando a Ralf Rangnick como entrenador, exmánager de equipos de la Bundesliga como el histórico VfB Stuttgart y Hannover 96 con un contrato de 5 años. La inversión dio frutos en la temporada 2006-07, con el ascenso del club a la 2. Bundesliga. En la temporada 2007/08 el club finalizó segundo, logrando así el ascenso a la Bundesliga.
En la temporada 2008/09 de la Bundesliga, en su debut, el club fue la revelación en la primera vuelta del campeonato, con contundentes victorias ante Borussia Dortmund y Hamburgo SV y siendo campeón de invierno, es decir, el club obtuvo el primer puesto en la primera vuelta antes del receso de la Bundesliga hasta febrero del 2009. Además, el bosnio Vedad Ibišević se convirtió no solo en la estrella del equipo sino también en el goleador durante la primera vuelta y parte de la segunda, marcando 18 goles en 17 partidos. Lamentablemente, el bosnio se lesionó y estuvo de baja hasta final de la temporada. Este hecho afectó negativamente el rendimiento del club en la segunda vuelta, donde apenas ganó partidos y fue goleado en casa en más de una ocasión. Al final de la temporada el Hoffenheim consiguió mantenerse en primera división a pesar de haber hecho una desastrosa segunda parte del campeonato de liga. La temporada 2009/10 no comenzaría bien, 8 años después el Hoffenheim sigue militando en la Bundesliga.
En la Bundesliga 2017-18 el equipo terminó tercero, clasificándose por primera vez directamente a la fase de grupos de la Liga de Campeones de la siguiente temporada.

## Estadio
El club ha estado jugando en el Carl-Benz-Stadion de Mannheim de manera provisional, mientras construía el Prezero Arena que pasó a ser su estadio tras su inauguración el 31 de enero de 2009. Su anterior campo fue el Dietmar Hopp Stadion que fue construido en 1999 con capacidad para 5.000 espectadores (1.620 asientos).
En 2006 el 1899 Hoffenheim confirmó sus ambiciones cuando la dirección del club decidió construir un nuevo estadio, el Rhein-Neckar-Arena con capacidad para 30.150 espectadores, apropiado para recibir partidos de la Bundesliga. El estadio se iba a construir en Heidelberg, pero el emplazamiento final fue Sinsheim.

## Jugadores

### Plantilla 2025/26

#### Altas y bajas 2025/26
| Altas           |                |                       |                 |            |
| Jugador         | Posición       | Procedencia           | Tipo            | Costo      |
| Leon Avdullahu  | Centrocampista | F. C. Basilea         | Traspaso.       | €8.000.000 |
| Koki Machida    | Defensa        | R. U. Saint-Gilloise  | Traspaso.       | €4.750.000 |
| Wouter Burger   | Centrocampista | Stoke City F. C.      | Traspaso.       | €4.000.000 |
| Bernardo        | Defensa        | V. f. L. Bochum       | Traspaso Libre. | --         |
| Vladimír Coufal | Defensa        | West Ham United F. C. | Traspaso Libre. | --         |
| Tim Lemperle    | Delantero      | F. C. Colonia         | Traspaso Libre. | --         |

| Bajas            |                |                    |                 |             |
| Jugador          | Posición       | Destino            | Tipo            | Costo       |
| Anton Stach      | Centrocampista | Leeds United F. C. | Traspaso.       | €20.000.000 |
| Joshua Quarshie  | Defensa        | Southampton F. C.  | Traspaso.       | €3.500.000  |
| Marius Bülter    | Delantero      | F. C. Colonia      | Traspaso.       | €1.000.000  |
| Luka Hyryläinen  | Centrocampista | F. C. Magdeburgo   | Traspaso.       | €1.000.000  |
| Tom Bischof      | Centrocampista | Bayern de Múnich   | Traspaso.       | €300.000    |
| Pavel Kadeřábek  | Defensa        | A. C. Sparta Praga | Traspaso Libre. | --          |
| Christopher Lenz | Defensa        | Fortuna Düsseldorf | Traspaso Libre. | --          |

### Más presencias
| #   | Nombre             | Partidos | Goles |
| --- | ------------------ | -------- | ----- |
| 1°  | Oliver Baumann     | 390      | 0     |
| 2°  | Sebastian Rudy     | 327      | 7     |
| 3°  | Andrej Kramarić    | 307      | 138   |
| 4°  | Pavel Kadeřábek    | 273      | 17    |
| 5°  | Sejad Salihović    | 249      | 67    |
| 6°  | Andreas Beck       | 237      | 3     |
| 7°  | Kevin Vogt         | 226      | 0     |
| 8°  | Marcel Throm       | 205      | 11    |
| 9°  | Florian Grillitsch | 196      | 9     |
| 10° | Kevin Akpoguma     | 174      | 4     |

- En negrita jugadores activos en el club.

● Actualizado el 14 de enero de 2025.

### Máximos goleadores
| #   | Nombre            | Goles | Partidos |
| --- | ----------------- | ----- | -------- |
| 1°  | Andrej Kramarić   | 138   | 307      |
| 2°  | Sejad Salihović   | 67    | 249      |
| 3°  | Vedad Ibišević    | 54    | 135      |
| 4°  | Roberto Firmino   | 49    | 153      |
| 5°  | Thomas Ollhoff    | 42    | 97       |
| 6°  | Demba Ba          | 40    | 106      |
| 7°  | Ihlas Bebou       | 37    | 158      |
| 8°  | Kevin Volland     | 36    | 144      |
| 9°  | Christoph Teinert | 34    | 93       |
| 10° | Mark Uth          | 33    | 86       |

- En negrita jugadores activos en el club.

● Actualizado el 14 de enero de 2025.

## Entrenadores
Entrenadores del club desde 1979.
- Helmut Zuber (1979 – 1982)
- Meinard Stadelbauer (1982 – 1982)
- Rudi Ebe (1982 – 1984)
- Klaus Keller (1984 – 1985)
- Helmut Jedele (1986 – 1989)
- Gerhard Boll (1989 – 1990)
- Egon Ludwig (1990 – 1992)
- Hans Schreiner (1992-1994)
- Roland Schmitt (1994-1998)
- Alfred Schön (1998)
- Raimund Lietzau (1998-14 de marzo de 1999)
- Günter Hillenbrand (15 de marzo de 1999-30 de septiembre de 1999)
- Riko Weigand (31 de agosto de 1999-12 de marzo de 2000)
- Alfred Schön (marzo de 2000-30 de junio de 2000)
- Hansi Flick (1 de julio de 2000-19 de noviembre de 2005)
- Roland Dickgießer * (20 de noviembre de 2005-enero de 2006)
- Lorenz-Günther Köstner (10 de enero de 2006-21 de mayo de 2006)
- Alfred Schön* (24 de mayo de 2006-30 de junio de 2006)
- Ralf Rangnick (1 de julio de 2006-1 de enero de 2011)
- Marco Pezzaiuoli (2 de enero de 2011-30 de junio de 2011)
- Holger Stanislawski (1 de julio de 2011-9 de febrero de 2012)
- Markus Babbel (10 de febrero de 2012-3 de diciembre de 2012)
- Frank Kramer* (3 de diciembre de 2012-31 de diciembre de 2012)
- Marco Kurz (1 de enero de 2013-2 de abril de 2013)
- Markus Gisdol (2 de abril de 2013-26 de octubre de 2015)
- Huub Stevens (26 de octubre de 2015-10 de febrero de 2016)
- Julian Nagelsmann (11 de febrero de 2016-30 de junio de 2019)
- Alfred Schreuder (1 de julio de 2019-9 de junio de 2020)
- Sebastian Hoeneß (27 de junio de 2020-17 de mayo de 2022)
- André Breitenreiter (24 de mayo de 2022-6 de febrero de 2023)
- Pellegrino Matarazzo (8 de febrero de 2023-11 de noviembre de 2024)
- Christian Ilzer (15 de noviembre de 2024-)

## Palmarés
- Oberliga Baden-Württemberg: 1

2000/01.
- Verbandsliga Nordbaden: 1

1999/00.
- Copa del Norte de Baden: 4

2002, 2003, 2004, 2005.

## Participación en competiciones europeas
| Temporada | Competición      | Ronda        | Club                   | Cómputo global | Ida      | Vuelta  |
| --------- | ---------------- | ------------ | ---------------------- | -------------- | -------- | ------- |
| 2017/18   | Champions League | Play-off     | Liverpool FC           | 3-6            | 1-2 (C)  | 2-4 (F) |
| 2017/18   | Europa League    | Grupo C      | Istanbul Başakşehir    | 4-2            | 3-1 (C)  | 1-1 (F) |
| 2017/18   | Europa League    | Grupo C      | SC Braga               | 2-5            | 1-2 (C)  | 1-3 (F) |
| 2017/18   | Europa League    | Grupo C      | PFK Ludogorets         | 1-3            | 1-1 (C)  | 1-2 (F) |
| 2018/19   | Champions League | Grupo F      | Manchester City        | 2-4            | 1-2 (C)  | 1-2 (F) |
| 2018/19   | Champions League | Grupo F      | Olympique Lyonnais     | 5-5            | 3-3 (C)  | 2-2 (F) |
| 2018/19   | Champions League | Grupo F      | Shakhtar Donetsk       | 2-5            | 2-3 (C)  | 2-2 (F) |
| 2020/21   | Europa League    | Grupo L      | KAA Gent               | 8-2            | 4-1 (F)  | 4-1 (C) |
| 2020/21   | Europa League    | Grupo L      | Estrella Roja Belgrado | 2-0            | 2-0 (C)  | 0-0 (F) |
| 2020/21   | Europa League    | Grupo L (1e) | FC Slovan Liberec      | 7-0            | 5-0 (C)  | 2-0 (F) |
| 2020/21   | Europa League    | 2R           | Molde FK               | 3-5            | 3-3 (F*) | 0-2 (C) |
| 2024/25   | Europa League    | Fase Liga    | FC Midtjylland         | 1-1            | 1-1 (F)  | 1-1 (F) |
| 2024/25   | Europa League    | Fase Liga    | FC Dynamo Kiev         | 2-0            | 2-0 (C)  | 2-0 (C) |
| 2024/25   | Europa League    | Fase Liga    | FC Porto               | -              | - (F)    | - (F)   |
| 2024/25   | Europa League    | Fase Liga    | Olympique Lyonnais     | -              | - (C)    | - (C)   |
| 2024/25   | Europa League    | Fase Liga    | SC Braga               | -              | - (F)    | - (F)   |
| 2024/25   | Europa League    | Fase Liga    | FCSB                   | -              | - (C)    | - (C)   |
| 2024/25   | Europa League    | Fase Liga    | Tottenham Hotspur      | -              | - (C)    | - (C)   |
| 2024/25   | Europa League    | Fase Liga    | RSC Anderlecht         | -              | - (F)    | - (F)   |

* Debido a la pandemia de COVID-19, se prohibió la entrada a los no noruegos. Por tanto, el partido fuera de casa contra el Molde FK se jugó en Villarreal.